# Claude Mallet
Claude Mallet est un footballeur français né le 30 septembre 1930 à Paris. Il était gardien de but.